# Грімстад (комуна)
Грімстад — комуна у фюльке Агдер (раніше у фюльке Еуст-Агдер), Норвегія. Належить до географічної області Серланн. Адміністративний центр — місто Грімстад. До відомих міст у комуні належать Ейде, Еспенес, Февік, Ф'єре, Ланнвік, Руресанн, Реннес і Естергус.
Комуна зосереджена навколо невеликого морського міста Грімстад, оточеного великою кількістю малих островів (Skjærgård). Є гавань, довга пішохідна торговельна вулиця, невелика ринкова площа, церква та музей, присвячений молодості Генріка Ібсена, який служив учнем місцевого фармацевта Рейманна з 1844 по 1847 рік, перш ніж залишити Грімстад в 1850 р. Глибоке знання Ібсена місцевих жителів та оточенням можна простежити у його поемі Тер'є Віґен (Terje Vigen). Більшість мешканців живуть у місті та поблизу нього, решта території — це сільська місцевість із високим рівнем лісистості.
Є 277-ю за площею з 426 комун Норвегії і 49-ю з популяцією 22 692 осіб. Густота населення становить [6] 83.3 жителя / км² (216/кв. милю) і за останні десятиліття зросла на 16,2 %.

## Географія
Грімстад — прибережна комуна у фюльке Агдер, що межує з протокою Скагеррак, на сході — з комуною Арендал, на півночі — з Фролан і Біркенес, на заході — з Ліллесан. Озера Сюннле і Руре — у північній частині, озера Ланнвіксваннет (Landviksvannet) і Реддалсваннет (Reddalsvannet) — у південній, поблизу Реддал. Через Грімстад протікають річки Нідельва і Товдалсельва. Маяки Рівінґен і Гомборсунн (Homborsund) розташовані на невеликих островах поблизу узбережжя.

## Загальна інформація
Комуна заснована 1 січня 1838 року (див. formannskapsdistrikt). 1 січня 1878 року частину сусідньої комуни Ф'єре (населення: 948) передали до Грімстаду, — 1 січня 1960 року — іншу частину Ф'єре (населення: 344). 1 січня 1971 р. сільські комуни Ф'єре (населення: 6189) та Ланнвік (населення: 2781) були об'єднані з м. Грімстад (населення: 2 794), з метою утворення значно більшої комуни Грімстад з загальним населенням 11 744 жителя на момент об'єднання.

## Уряд
Всі комуни в Норвегії, зокрема Грімстад, відповідальні за початкову освіту (до 10 класу), амбулаторні медичні послуги, служби для людей похилого віку, безробіття та інші соціальні послуги, районування, економічний розвиток і комунальні дороги. Комуною керує рада у складі обраних представників, яка, у свою чергу, обирає мера.

## Релігія

### Церкви
Церква Норвегії в межах комуни Грімстад має чотири парафії (sokn). Вона є частиною настоятельства Vest-Nedenes (Список церков в Aust-Agder в єпархії Agder og Telemark .
| Парафія (Sokn) | Назва церкви             | Розташування церкви | Рік побудови |
| -------------- | ------------------------ | ------------------- | ------------ |
| Ейде           | Eide Church (Aust-Agder) | Eide                | 1795         |
| Ф'єре          | Fevik Church             | Fevik               | 1976         |
| Ф'єре          | Fjære Church             | Fjære               | бл. 1150     |
| Грімстад       | Grimstad Church          | Грімстад            | 1881         |
| Ланнвік        | Landvik Church           | Roresand            | 1825         |
| Ланнвік        | Østerhus Church          | Østerhus            | 1980         |